# 1615 en arts plastiques
| Années des arts plastiques : 1612 - 1613 - 1614 - 1615 - 1616 - 1617 - 1618    |
| Décennies des arts plastiques : 1580 - 1590 - 1600 - 1610 - 1620 - 1630 - 1640 |

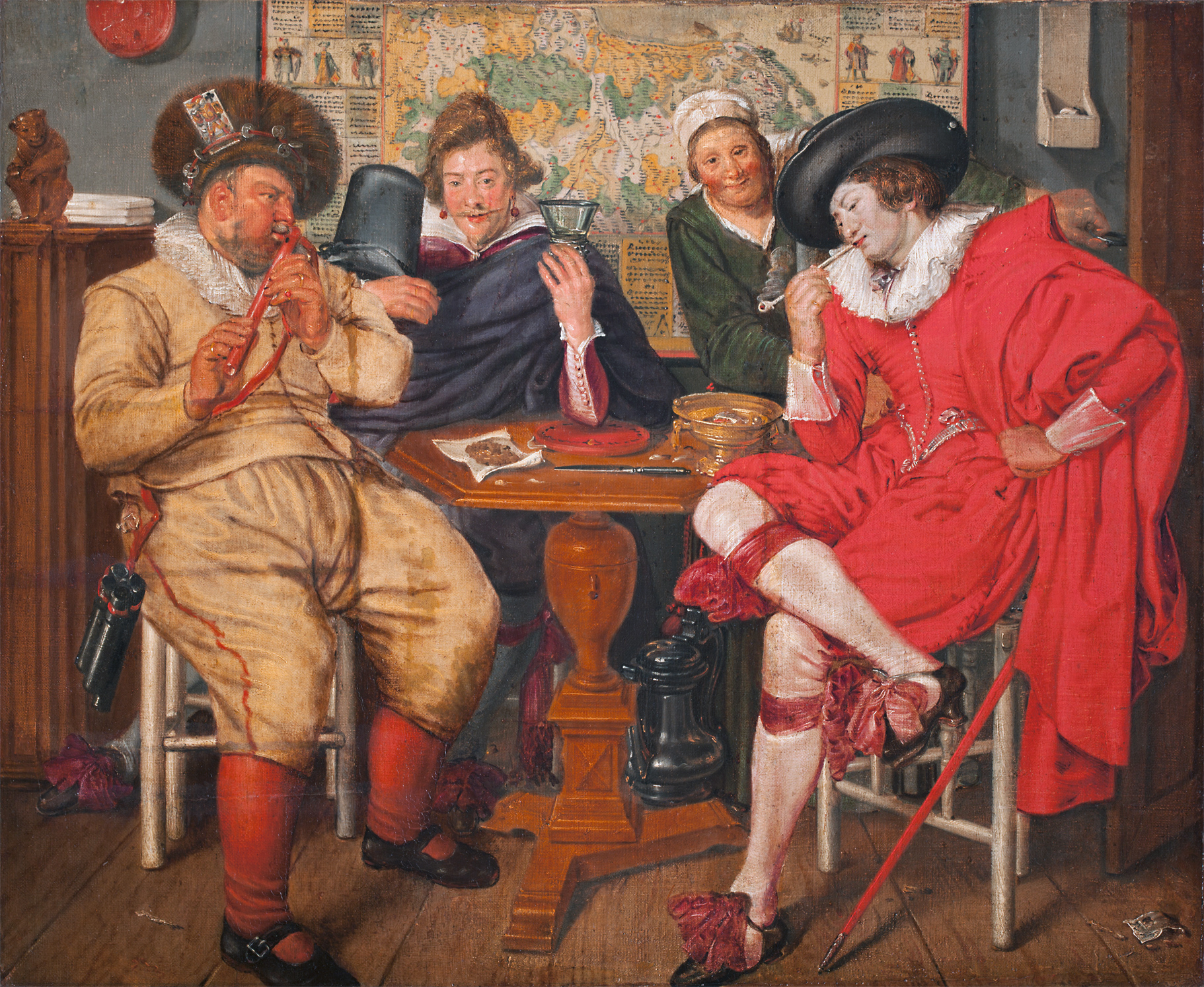
Joyeuse Compagnie, de Willem Pietersz. Buytewech.

Cette page concerne l'année 1615 en arts plastiques.

## Œuvres
- Préparatifs de la Crucifixion, huile sur toile de Juan Ribalta

## Naissances
- 25 janvier : Govert Flinck, peintre néerlandais († 2 février 1660),
- 15 juin : Gaspard Dughet, peintre français († 27 mai 1675),
- 22 juillet : Salvator Rosa, poète satirique, acteur, musicien, graveur et peintre italien († 15 mars 1673),
- 26 octobre : Jean Nocret, peintre français († 12 novembre 1672),
- 8 novembre : Samuel-Jacques Bernard, peintre et graveur français († 24 juin 1687),
- Alfonso Boschi, peintre baroque italien († 1649),
- Vers 1615 :
- Pieter de Ring, peintre néerlandais († 22 septembre 1660).

## Décès
- 4 mars : Hans von Aachen, peintre maniériste allemand (° 1552),
- 11 mars : Juliaen Teniers, peintre flamand (° 1572),
- 8 août : Biagio Betti, peintre italien (° 1545),
- 8 septembre : Jean de Hoey, peintre et graveur néerlandais (° vers 1545),
- 23 août ou  25 août : Pierre de Francqueville, sculpteur français (° 1548),
- 18 octobre : Cherubino Alberti, peintre, graveur sur cuivre et ingénieur militaire italien (° 24 février 1553),
- ? :
  - Cesare Baglioni, peintre baroque italien (° 1545),
  - Kaihō Yūshō, peintre japonais (° 1533),
  - Francesco Stringa, peintre italien (° 1578).